# World Design Organization
La World Design Organization (WDO) è stata fondata nel 1957 da un gruppo di organizzazioni internazionali focalizzate sul design industriale. Precedentemente noto come International Council of Societies of Industrial Design, il WDO è una società mondiale che promuove la cultura del design in tutto il mondo. Oggi, la WDO comprende oltre 170 organizzazioni membri in più di 40 nazioni, che rappresentano circa 150.000 designer.
L'obiettivo primario dell'associazione è quello di far avanzare la disciplina del design industriale a livello internazionale. Per fare ciò, WDO intraprende una serie di iniziative di richiamo globale per sostenere l'efficacia del design industriale nel tentativo di affrontare i bisogni e le aspirazioni delle persone in tutto il mondo, per migliorare la qualità della vita, nonché aiutare a migliorare l'economia delle nazioni in tutto il mondo.

## Programmi
Tra gli eventi e manifestazioni organizzate dalla WDO per promuovere e discutere di desgin troviamo:
- World Design Capital, città designata per ospitare eventi incentrati sul design
- World Design Impact Prize, premio ai migliori prodotti di design
- WDO Interdesign, eventi collaborativi tra designer internazionali ed esperti locali per trovare soluzioni innovative a problemi reali.
- World Industrial Design Day, giornata dedicata alla promozione e valorizzazione del disegno industriale.
- World Design Talks, manifestazione con speaker del mondo del design.